# Петар Шимић
Петар Шимић (Бихаћ, 28. април 1932 — Београд, 11. април 1990) био је адмирал ЈНА и друштвено-политички радник СФР Југославије.

## Биографија
Рођен је 28. априла 1932. у Бихаћу, у радничкој породици. Након завршетка основне и средње школе, 1951. уписао је Вишу војнопопомрску академију у Сплиту. Као најбољи у класи, на почетку војничке каријере, распоређен је на Галеб, школски брод Југословенске ратне морнарице и резиденцијалну јахту председника ФНРЈ Јосипа Броза Тита.
Након службе на Галебу, налазио се на наставничким дужностима и службовао у гардијском морнаричком одреду. Упоредо се школовао на високим војним школама, а завршио је и Вишу школу политичких наука. У Југословенској ратној моранрици налазио се на дужнсотима — начелника Штава војнопоморског сектора, помоћника команданта Војнопоморске области, председника Комитета Организације СК у ЈРМ, начелника политичке управе Савезног секретаријата за народну одбрану, помоћника савезног секретара за народну одбрану адмирала флоте Бранка Мамуле и др. Маја 1988. изабран је за председника Комитета Организације СК у ЈНА и аутоматски постао члан Председништва Централног комитета СКЈ.
Као припадник ЈНА, заједно са другим генералима и адмиралима, представљао је „тврду струју” унутар Савеза комуниста и оштро се противио деполитизацији Југословенске народне армије, као и могућности раздруживања Југославије. На састанку код начелника Генералштаба ЈНА Благоја Аџића, 7. априла 1990, на коме се разговарало о актуелној политичкој ситуацији и будућности југословенске федерације, добио је излив крви у мозак, након чега је пренет на Војномедицинску акадмију (ВМА), где је преминуо 11. априла 1990. године. Сахрањен је 13. априла на гробљу Ловинац у Сплиту.
Одликован је Орденом братства и јединства са златним венцем, Орденом југословенске заставе са златним венцем, Орденом народне армије са златном звездом и Орденом за војне заслуге са златним мачевима.